# Šlikovský dům
Šlikovský dům (čp. 184) patří k nejstarším měšťanským domům v Kadani. Nachází se na hlavním náměstí v blízkosti kadaňské radniční věže a dalšího z historických měšťanských domů, domu U Slunce. Od roku 1958 je chráněn jako kulturní památka ČR.

## Historie

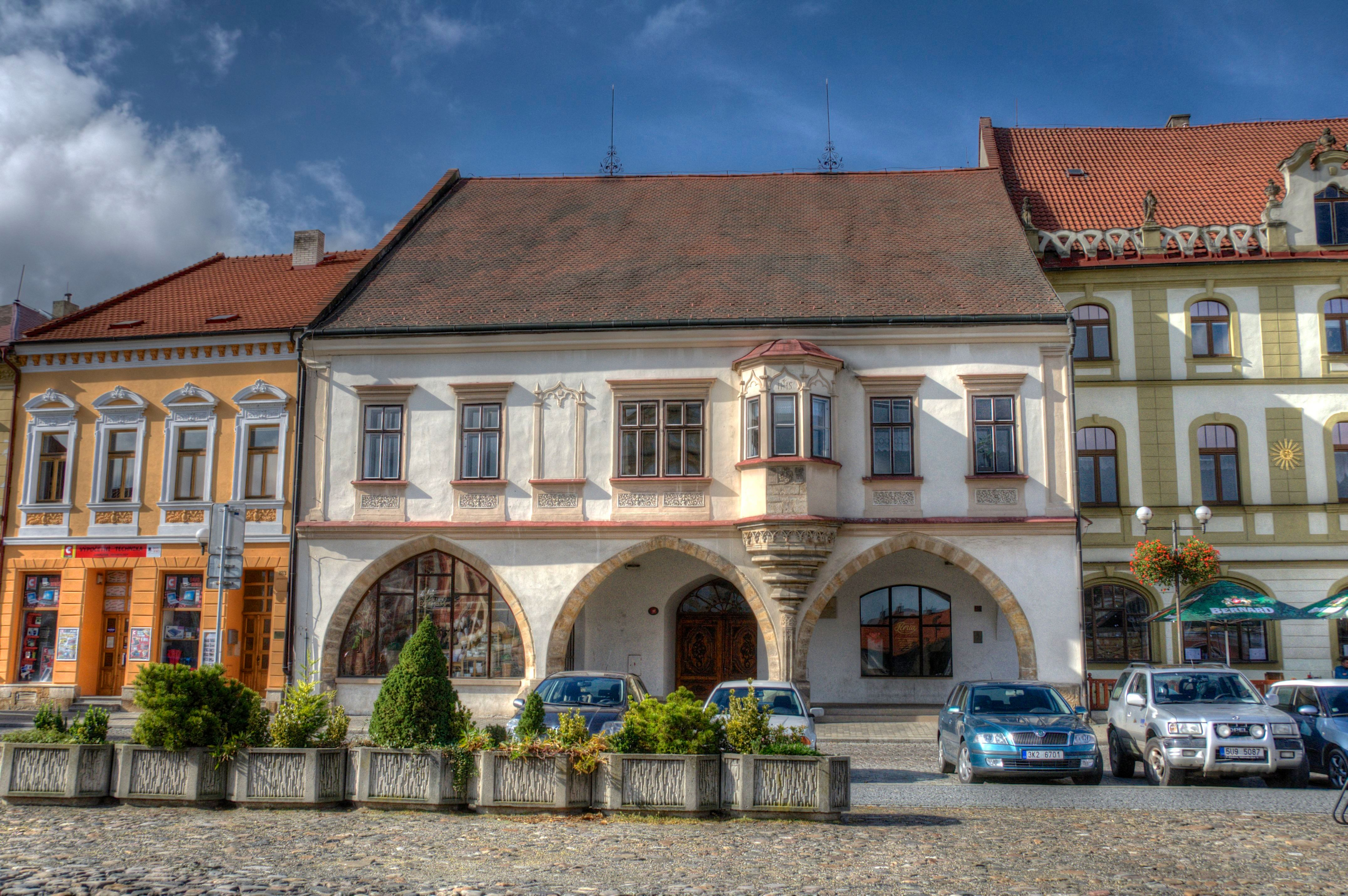
Šlikovský dům

Šlikovský dům patří k nejstarším a nejdůležitějším měšťanským domům na Starém Městě v Kadani. Okolo roku 1400 byl doplněn impozantním arkýřem a po velkém požáru města roku 1498 byl přestavěn v pozdně gotickém slohu. Mezi jeho vlastníky byli často nejvýznamnější patricijské rodiny. Majitelem domu byl zřejmě také hrabě Albrecht Šlik z významné české a říšskoněmecké rodiny Šliků, který byl od roku 1534 hejtmanem královského Kadaňského hradu. Již k roku 1540 je pak dům veden jako majetek měšťanské rodiny Pannoschů. V domě, kterému se již tehdy říkalo Šlikovský, nebo také Šlikův, žil však již po roce 1550 městský radní a řezník Wolf Glenner, později Wolf Kirwitzer, který jej následně roku 1582 prodal hraběnce Anně Marii Šlikové. Wolf Kirwitzer byl otcem Wenzela Pantaleona Kirwitzera, významného jezuitského matematika a astronoma, který jakožto první Čech působil na jezuitských misiích v Indii a Číně. Roku 2004 byla této eminentní osobnosti odhalena v loubí Šlikova domu pamětní deska.
V průběhu druhé poloviny 16. století proběhla rozsáhlá rekonstrukce domu v renesančním slohu. Z té se však zachovalo jen velmi málo, neboť byl dům významně zasažen ničivým požárem města roku 1635. V interiéru se z tohoto období zachoval velký mázhaus, čili rozlehlá přízemní místnost, s válcovými pískovcovými sloupy. Tehdy byl Šlikovský dům majetkem starobylé měšťanské rodiny Füsseliů. Jeho majitel, mimo jiné také jeden z městských radních, Matthias Augustin Füsselius jej nechal nákladně renovovat, jak nás informuje nápisová deska na jednom z gotických pískovcových arkýřů domu s letopočtem 1638: Renovata domvs ista possesore Matthia Avgvstino Fusselio Anno Domini 1638. Na desce je také vytesán znak této nobilitované měšťanské rodiny, která je v Kadani doložena v době od 15. do 17. století, a sice čtvrcený štít s křížem na pahorku v prvním a čtvrtém poli a s listem z větvě vyrůstajícím v poli druhém a třetím. V klenotu znaku je opět pahorek s křížem umístěný mezi rozevřená křídla. Motiv pahorku s křížem je zřejmě odkazem na biblickou horu Golgota před branami Jeruzaléma, kde byl ukřižován Kristus.
V kronikách je doloženo, že již na počátku 17. století se ve Šlikově domě vařilo pivo, v domě je zmíněna též sladovna. V roce 1611 byl v domě dočasně uložen veliký zvon o váze osmnácti metrických centů, který byl odlit pro nový evangelický kostel na předměstí před Prunéřovskou branou, dnes pravoslavný chrám sv. Anny. Zvon byl z domu ke kostelu dopraven na voze taženém šesti koňmi. Roku 1716 koupil dům za 1200 rýnských zlatých řezník Johann Georg Keyl a o tři roky později jej po něm zdědil jeho syn Ignaz Keyl, vystudovaný právník a kadaňský rychtář. V letech 1765 až 1802 byl vlastníkem domu krajský chirurg Anton von Dobischau. Když během velkého požáru 1. října 1811 lehla velká část města popelem, nezůstal ničivou pohromou ušetřen ani Šlikovský dům. Až do konce 19. století se pak o něj starala rodina Merkerů, za jejich správy byl dům roku 1887 opraven a regotizován. Merkerové jej následně prodali kadaňské rodině Nittnerů. Dne 10. března 1915 se v domě narodil profesor Ernst Nittner, významný německý historik soudobých dějin, který působil na vojenské universitě v bavorském Mnichově. Šlikovský dům prošel v letech 1990 až 1992 důkladnou rekonstrukcí. Nyní je součástí komplexu budov Městského úřadu v Kadani a v jeho přízemí se nachází květinářství.

## Zajímavost
Podle pověsti je možné, že ve Šlikovském domě byl ubytován římský císař a český král Ferdinand II., který na Kadaňském hradě jednal roku 1534 se saským kurfiřtem Johannem Friedrichem o náboženském míru ve Svaté říši římské, takzvaném Kadaňském míru. Právě v prostorách domu se měly konat císařovy tajné konzultace s kardinálem Albrechtem Braniborským, mohučským kurfiřtem a arcibiskupem, a také s papežským nunciem Pierem Paolem Vergeriem.